# Zoran Zaev
 Zoran Zaev  (Macedonisch: Зоран Заев) (Strumica, 8 oktober 1974) is een Macedonisch politicus van de sociaaldemocratische SDSM. Hij diende tweemaal als premier van Noord-Macedonië: tussen mei 2017 en januari 2020 en van augustus 2020 tot januari 2022.

## Premierschap
Na vervroegde verkiezingen in december 2016 gaf het toenmalig Macedonische parlement op 31 mei 2017 zijn vertrouwen aan een regering met de sociaaldemocratische SDSM en de etnisch-Albanese partijen. Zaev beloofde bij zijn aanstelling als premier werk te maken van de strijd tegen corruptie en de toetreding van zijn land tot de Europese Unie en de NAVO.
Op 3 januari 2020 trad Zaev af en werden vervroegde verkiezingen uitgeschreven. Het premierschap werd tijdelijk overgenomen door zijn partijgenoot Oliver Spasovski. Bij de verkiezingen, die door de heersende coronapandemie moesten worden uitgesteld naar juli, verloor de SDSM acht parlementszetels maar bleef desondanks de grootste partij. Zaev vormde samen met de Albanese BDI-partij een regeringscoalitie en werd op 30 augustus opnieuw premier van Noord-Macedonië.
Toen de SDSM in het najaar van 2021 een flinke nederlaag leed bij de gemeenteraadsverkiezingen, waaronder ook in de hoofdstad Skopje, kondigde Zaev zijn vertrek aan als partijleider en premier. Twee maanden later werd zijn ontslag door het parlement goedgekeurd, waarna binnen drie weken een nieuwe regering moest worden gevormd. Dimitar Kovačevski, de nieuw verkozen leider van de SDSM, nam het premierschap op 16 januari 2022 van Zaev over.
- Gemeinsame Normdatei: 1168157110
- Library of Congress Control Number: n2020047093
- Virtual International Authority File: 1962153895174602410004